# Акрън (град, Колорадо)
Акрън (на английски: Akron) е град в окръг Уошингтън, щата Колорадо, САЩ. Акрън е с население от 1711 жители (2000) и обща площ от 3,8 km². Намира се на 1420 m надморска височина. ZIP кодът му е 80720, а телефонният му код е 970.